# تشاه رستمي (باقران)
تشاه رستمي (بالإنجليزية: Chah-e Rostami)‏ هي مستوطنة تقع في إيران في قسم باقران الريفي. يقدر عدد سكانها بـ 57 نسمة .